# 이고 (당나라)
이고(李翺, 774년~836년)는 중국 당나라의 사상가이다. 자는 습지(習之), 시(諡)는 문공(文公)이다.

## 생애
이당(李唐) 왕실의 시조인 이고(李暠)의 후예라고 알려졌으나 낮은 신분의 출신이다. 한유(韓愈)에게 고문(古文)의 문체를 배우고, 그의 혈연을 아내로 삼았으며 사상적으로도 깊은 영향을 받았다. 798년(한유와 같은 해) 관리시험인 진사과에 합격하였다. 많은 벼슬을 거쳐 산남동도(山南東道) 절도사(節度使)에까지 이르렀다가 죽었다.

## 사상
유학에 통하였으나 국가 공인의 《오경정의》(五經正義) 주석에 만족하지 않고, 불교나 노장(老莊)·선학(禪學) 등의 사상도 받아들여 마침내 철학적으로 깊이 있는 인성론인 《복성서》(復性書)를 저술하였다. 한편 미완이지만 한유와 공저인 《논어필해》(論語筆解)를 남겼고, 《맹자》(孟子)와 《예기》(禮記), 《대학》(大學), 《중용》(中庸)이나 《역전》(易傳)을 들어 순자(荀子) 양웅(楊雄)의 유물론적 경향을 배격하였다. 한당 훈고학의 경전 해석이 현성(賢聖)의 마음을 탐구하는 데 우원(迂遠)한 방법이라고 하였으며, 공자, 자사(子思), 맹자에 연결되는 정통론(正統論)을 만들었다. 이것 등은 송의 주자(朱憙)를 시초로 하는 신유학(新儒學)에 의해 《4서》(四書)와 《역전》이 주요 경전(經典)이 됨과 동시에 도통사상이 중시되는 계기가 되었다. 그의 산문은 한유의 달의(達意)한 면을 계승하여 평이한 글로 우수한 전장(傳狀＝전기나 행장)의 글을 남겼다.

## 저서

### 《복성서》
《복성서》(復性書)는 이고의 주요 논문 3편을 모은 책이다. 인간은 성(性)과 정(情)을 공통으로 가지고 있는데, 선천적으로 평등한 성(性)이 외계의 자극으로 변화하는 것은 각자의 칠정(七情)에 의한다고 하면서 어리석은 사람일수록 정욕의 망사(妄邪)로 인하여 본성이 어지러워진다고 한다. 그리하여 성인의 마음을 깨닫기 위하여 성의 동태인 정욕을 끊고, 청정한 본성으로 돌아갈 것을 주장하였다. 이 인성론은 불교의 진여(眞如)에 가깝고, 또 정욕을 사려와 구별하여 그것과 다른 것으로 간주한 점은 천태종의 지관(止觀)법과 근사하다. 또 정·성을 모두 망각하여 적연부동(寂然不動)의 초월적인 절대경지에 달하는 수양방법은 선학의 영향이었다고 하겠다. 그리고 이 경지는 ‘지성(至誠)’이라고 호칭되어 《중용》의 사상을 부연시킨 형식을 취하고 있다. 한 마디로 유교 교의(敎義)로 불교신앙의 권위에 대신하게 하려 하였다. 이 주관유심주의(主觀唯心主義)의 직각(直覺)에 의한 돈오(頓悟)의 사상은 한당 훈고학의 방법을 의심하였고, 성현에 직접 통하는 길은 공자, 자사, 맹자에서 《중용》에 이르는 계열을 추종해야 하는 것이라 하는 도통사상을 낳았다. 송대(宋代) 신유학의 기본적인 윤곽은 대략 여기에 준비되어 있다. 그리하여 이것은 후일의 정치(精緻)한 성리학의 선구가 되었다. 이 논문은 한유의 〈원성〉(原性)과 동일한 기본사상을 갖지만 그 사고는 훨씬 깊다.
대부분의 저작은 《이문공집》(李文公集) 18권에 담겨 있다.